# Wołczyn
Wołczyn este un oraș în Polonia.